# Gegenäußerung
Mit einer Gegenäußerung kann die Bundesregierung auf eine Stellungnahme des Bundesrates zu einem ihrer Gesetzesvorschläge im Bundestag antworten.
Die Gegenäußerung ist damit ein Verfahrensschritt des Gesetzgebungsverfahren in Deutschland.